# 夏茸尕布·措尼嘉措
夏茸尕布·措尼嘉措（藏語：ལ་མོ་ཞབས་དང་དཀར་པོ་ས་ཕེང་དང་པོ་ཚོགས་ག཈ླས་ར་མཚ，？—？）藏族，前藏拉茂仁青岗人，第一世（不计追认）夏茸尕布活佛。

## 生平
夏茸尕布·措尼嘉措生于西藏卫地拉茂仁青岗（藏語：ལ་མོ་རླན་ཆེན་སང），后来在策赛寺出家。先后进入哲蚌寺郭莽扎仓、下密院学习佛法，系统学习了《五部经典》以及显密二宗经典。不久便任下密院引经师，获得三世达赖重用。明朝万历五年（1577年），青海湖左右二翼蒙古四大部落亲王，蒙古俺答汗、二十四旗的王公及属民这三方同时邀三世达赖访问。三世达赖赴青海湖畔与俺答汗相会，措尼嘉措同行。三世达赖在与俺答汗临别时，应火落赤的邀请，派措尼嘉措作为三世达赖的代表去二十四旗讲经。措尼嘉措在二十四旗调解旗内矛盾，弘传佛法，还任二十四旗的“翁拉”（藏語：དབ་བ，至尊上师）。当时师从他的僧人达600余名。火落赤特将尖扎县阿噶香曲林寺奉献给他。此后不久，明朝万历帝封他为“阿噶格杰尕布”（藏語：ར་སར་ས་སེས་དཀར་པོ）并敕赐金印。“格杰”藏语意为转世，“尕布”藏语意为白色，因此当地民众称他为“夏茸尕布”（又譯「夏容嘉布」，意为善业白色活佛）。此后，因弘法有功，他又获得“察汗诺门汗即夏茸尕布”的尊号。此即夏茸尕布名称之由来。
晚年，他在阿噶香曲林寺苦修坐定，获圆满彻悟。他在藏族和蒙古族人民之间架起了友好桥梁。蒙古族尊封他为第七世呼毕勒罕。他圆寂后，灵塔建在今青海省贵德县麦力干扎仓，后在文革中被毁。